# James Michel
James Alix Michel (Mahé, 16. kolovoza 1944.) bivši je sejšelski predsjednik. Za predsjednika je izabran 16. travnja 2004. godine. U braku je s Natalie Michel. Na položaju predsjednika naslijedio je France-Albert Renéa.